# 코네티컷주의 기

코네티컷 주의 기

코네티컷의 기는 코네티컷주의 깃발이다. 파란 바탕에 주의 문장이 새겨진 형태의 기이다.
문장은 포도나무와 'Qui transtulit sustinet'(심으신 분께서 보살피시리라)라는 주의 모토(Motto)로 구성되어 있다. 